# Kreuzdachbildstock (Aschach, Kirchplatz 4)

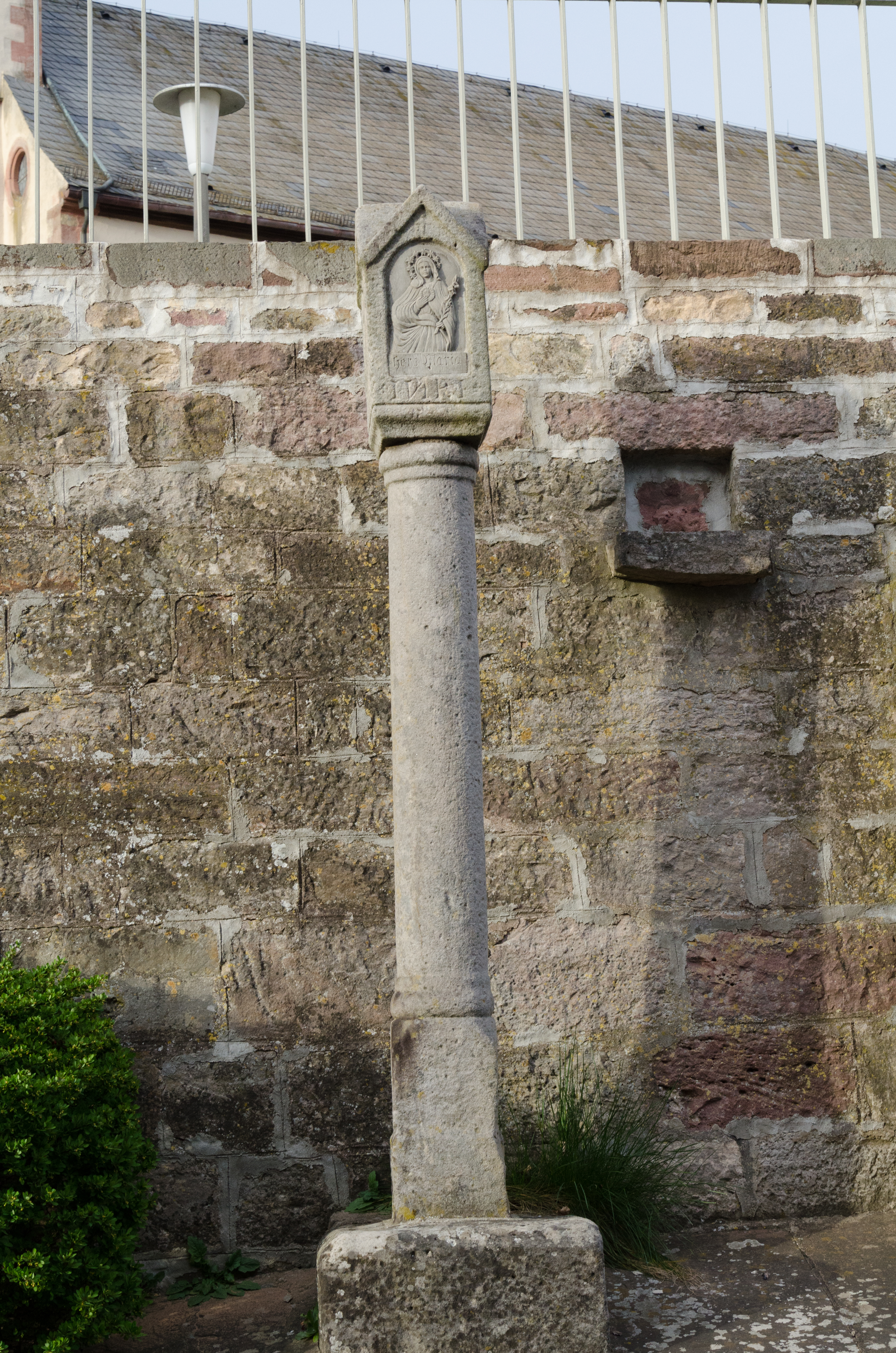
Kreuzdachbildstock, Aschach, Kirchplatz 4

Der Kreuzdachbildstock Kirchplatz 4 ist ein Flurdenkmal in Aschach, einem Ortsteil des Marktes Bad Bocklet im unterfränkischen Landkreis Bad Kissingen und befindet sich am Kirchplatz 4. Der Bildstock gehört zu den Baudenkmälern von Bad Bocklet und ist unter der Nummer D-6-72-112-40 in der Bayerischen Denkmalliste registriert.

## Beschreibung
Der 271 cm hohe Kreuzdachbildstock besteht aus grauem Sandstein und entstand im Jahr 1647.
Auf einer 41 cm hohen Vierkantbasis mit den Abmessungen 59 cm × 59 cm befindet sich ein 43 cm hoher prismatischer Sockel, der bis in eine Höhe von 20 cm einen Querschnitt von 24 cm × 24 cm hat, der sich obendrüber auf einen Querschnitt von 23 cm × 23 cm verjüngt, und ein 140 cm hoher, konischer Schaft, der unten einen Durchmesser von  23 cm hat (Basiswulst: 6 cm, Basisring: 3 cm, Kapitellring: 3 cm, Kapitellwulst: 6 cm), mit einem 47 cm hohen Kreuzdachhaus mit einem Querschnitt von 27 cm × 27 cm.
Die Kreuzdachhauszier besteht aus:
a) einer Bildnische mit einem Holzrelief der hl. Maria (im Jahr 1986 von Pfarrer Link gestiftet und von Ludwig Bauer angefertigt, darunter eine „INRI“-Inschrift,

b) links einem Kreuz,

c) rechts die drei Frankenapostel Kilian, Kolonat und Totnan im Relief

d) einer Rückseiteninschrift in Großbuchstaben:

„GOT ZV EHREN

MACHEN LASSEN

PETER REIDER

VON WALD

ASCHACH

1647

DIS WERK“

Der Kreuzdachbildstock wurde im Jahr 1989 renoviert.